# Ончино
Ончѝно (на италиански: Oncino; на пиемонтски: Onsin, Онсин, на окситански: Ounçin, Оунчин) е село и община в Северна Италия, провинция Кунео, регион Пиемонт. Разположено е на 1220 m надморска височина. Населението на общината е 78 души (към 2010 г.).